# エーバーハルト1世 (ヴュルテンベルク公)

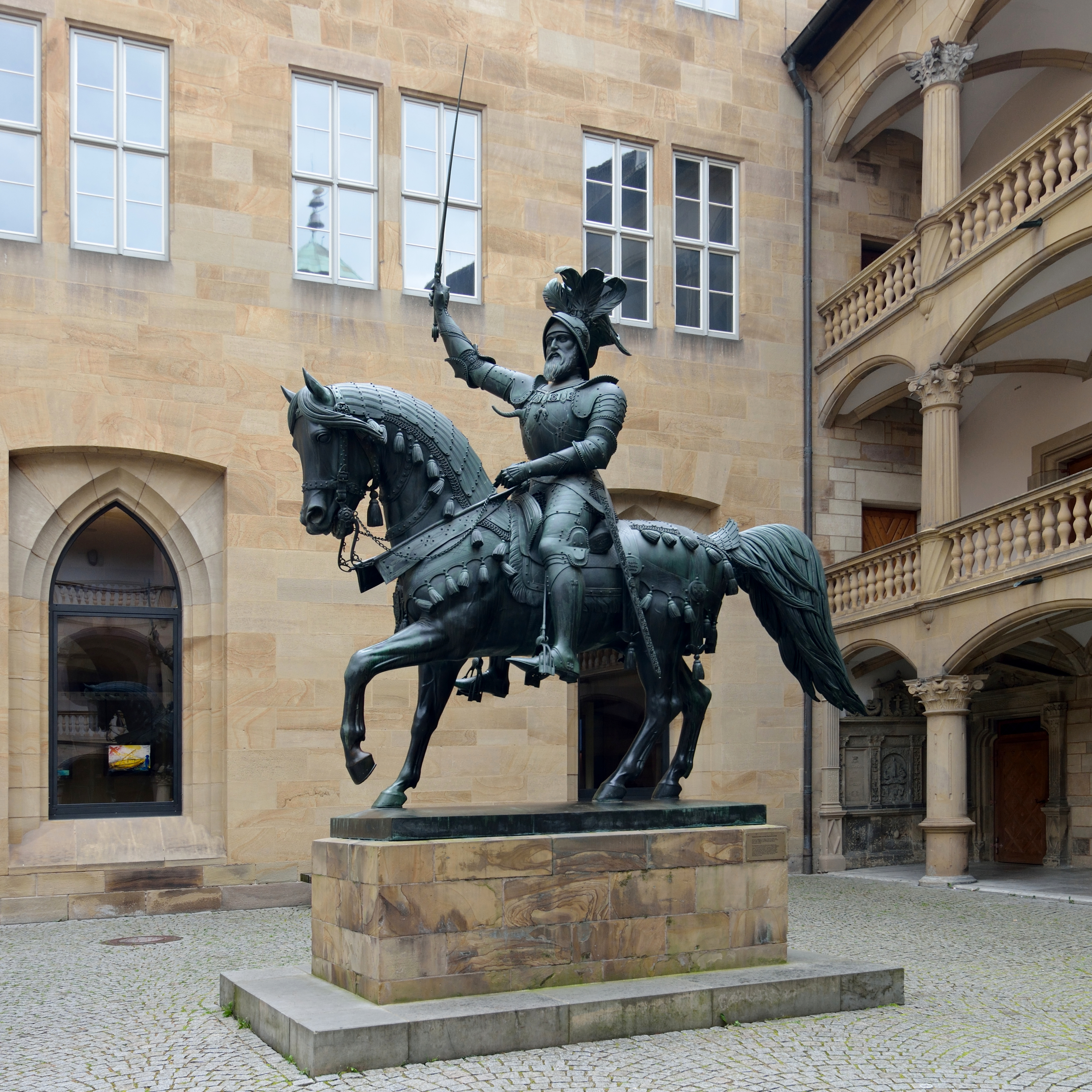
シュトゥットルト宮殿の旧宮殿に立つエーバーハルト髭公の騎馬像

エーバーハルト1世（Eberhard I., 1445年12月11日 - 1496年2月25日）は、初代ヴュルテンベルク公（在位：1495年 - 1496年）。公爵に昇格するまではヴュルテンベルク＝ウラッハ伯エーバーハルト5世（Graf Eberhard V. von Württemberg-Urach）であった。またエーバーハルト髭公（Eberhard im Bart）の異称でも呼ばれる。

## 生涯
エーバーハルト5世伯はヴュルテンベルク＝ウラッハ伯ルートヴィヒ1世とその妻でプファルツ選帝侯ルートヴィヒ3世の娘であるメヒティルトの間の末息子として生まれた。エーバーハルトは1457年に兄ルートヴィヒ2世の早死により幼くしてヴュルテンベルク＝ウラッハ伯爵領を継いだ。ヴュルテンベルク伯領は1442年以来、ウラッハ系とシュトゥットガルト系の2系統に分裂していた。エーバーハルト5世の少年時代の後見人には、父の傅育係で高い尊敬を集める貴族ルドルフ・フォン・エヒンゲンが指名された。1468年、エーバーハルト5世はエルサレムに巡礼旅行に出かけ、聖墳墓騎士団の騎士に叙任された。この時、エーバーハルト5世は騎士団に敬意を表して自分の紋章に騎士団のシンボル「椰子の木」を選んだ。
1474年、エーバーハルト5世はイタリアで非常に富と名声を集めているゴンザーガ家の当主、マントヴァ侯ルドヴィーコ3世・ゴンザーガの娘バルバラと結婚した。しかし、翌1475年に生まれた夫妻の一人娘バルバラは生後2カ月で夭折、以降子供に恵まれなかった。
1477年、エーバーハルト5世はテュービンゲン大学を創設した。彼は共同生活兄弟団や新しい信心運動（Devotio moderna）を自分の領国に招聘し、領国の各地に聖堂参事会の管理する教会を建立するなど、教会や修道院に対する改革に強い関心を示した。エーバーハルト5世はラテン語を話すことはできなかったものの、高い教養を積んでいた彼は多くのラテン語文献をドイツ語に翻訳してもいる。また彼の宮廷には人文主義者のヨハンネス・ナウクレルスが抱えられていた。
1482年12月14日、エーバーハルト5世はミュンジンゲン条約の締結により、ウラッハ系とシュトゥットガルト系の2つのヴュルテンベルク伯領の再統合を実現させた。彼はシュトゥットガルトに移り、再統合されたヴュルテンベルク伯領全域を統治した。同年、教皇シクストゥス4世はエーバーハルト5世に黄金の薔薇を贈り、1492年には神聖ローマ皇帝マクシミリアン1世がエーバーハルト5世を金羊毛騎士団の騎士に叙任した。1495年7月21日、マクシミリアン1世の主催するヴォルムスの帝国議会において、エーバーハルト5世の統治するヴュルテンベルク伯領は公爵領に昇格することが宣言され、エーバーハルト5世は初代ヴュルテンベルク公爵エーバーハルト1世となった。しかし、翌1496年に急死、従弟のヴュルテンベルク＝シュトゥットガルト伯エーバーハルト6世がエーバーハルト2世として後を継いだ。
エーバーハルト1世は同時代人達からも学識者として評判が高かったが、19・20世紀のドイツの愛国主義的な歴史著述家たちはエーバーハルト1世を好んで美化した。ヴァルハラ神殿には彼の胸像が置かれている。詩人ユスティヌス・ケルナーはシュヴァーベンへの頌歌「Preisend mit viel schönen Reden」において、「エーバーハルト髭公はヴュルテンベルク人に愛されし支配者であった」としている。ヴュルテンベルク人の愛郷歌となっているこの歌において、エーバーハルト1世は並みいるドイツ諸侯の中で最も富裕で、また命や財産を奪われることなど気にせずどの領民の膝の上にでも自分の頭を置いて休むことができた、としている。エーバーハルト1世はヴュルテンベルクの最も優れた統治者の一人だったと見なされている。
| 先代 ルートヴィヒ2世 | ヴュルテンベルク＝ウラッハ伯 1459年 - 1482年 | 次代 ヴュルテンベルクの再統合 |
| 先代 -               | ヴュルテンベルク伯 1482年 - 1495年           | 次代 公爵に昇格               |
| 先代 新設            | ヴュルテンベルク公 1495年 - 1496年           | 次代 エーバーハルト2世        |